# دراچا
دراچا (به صربی: Drača) یک منطقهٔ مسکونی در صربستان است که در Stanovo واقع شده‌است. دراچا ۹۱۱ نفر جمعیت دارد.